# Abierto de Estados Unidos 2019
El Abierto de los Estados Unidos (en inglés: US Open) se llevó a cabo en las canchas de superficie dura del USTA Billie Jean King National Tennis Center de Flushing Meadows, Nueva York (Estados Unidos), entre el 26 de agosto y el 8 de septiembre de 2019. Fue un evento de la Federación Internacional de Tenis (ITF, por sus siglas en inglés) que formó parte del Tour Mundial de la ATP de 2019 y del Tour de la WTA de 2019 bajo la categoría de Grand Slam. Además se trató la 139.ª edición del Abierto, este fue el cuarto y último torneo del Grand Slam del año.
El torneo se disputó en las 17 canchas de pista dura de DecoTurf del National Tennis Center, que incluye las tres canchas principales: Estadio Arthur Ashe, Estadio Louis Armstrong y el Grandstand. Los campeones defensores son Novak Djokovic y Naomi Osaka.

## Puntos y premios

### Distribución de puntos

#### Séniors
| Evento               | G    | F    | SF  | CF  | R16 | R32 | R64 | R128 | C  | C3 | C2 | C1 |
| Individual masculino | 2000 | 1200 | 720 | 360 | 180 | 90  | 45  | 10   | 25 | 16 | 8  | 0  |
| Dobles masculino     | 2000 | 1200 | 720 | 360 | 180 | 90  | 0   | —    | —  | —  | —  | —  |
| Individual femenino  | 2000 | 1300 | 780 | 430 | 240 | 130 | 70  | 10   | 40 | 30 | 20 | 2  |
| Dobles femenino      | 2000 | 1300 | 780 | 430 | 240 | 130 | 10  | —    | —  | —  | —  | —  |

| Evento           | G   | F   | SF  | CF  |
| Individual       | 800 | 500 | 375 | 100 |
| Dobles           | 800 | 500 | 100 | —   |
| Quad* Individual | 800 | 500 | 375 | 100 |
| Quad* Dobles     | 800 | 100 | —   | —   |

| Evento               | G   | F   | SF  | CF  | R16 | R32 | C  | C3 |
| Individual masculino | 375 | 270 | 180 | 120 | 75  | 30  | 25 | 20 |
| Individual femenino  | 375 | 270 | 180 | 120 | 75  | 30  | 25 | 20 |
| Dobles masculino     | 270 | 180 | 120 | 75  | 45  | —   | —  | —  |
| Dobles femenino      | 270 | 180 | 120 | 75  | 45  | —   | —  | —  |

### Premios monetarios
| Evento                        | G             | F             | SF          | CF          | R16         | R32         | R64         | R128       | C3         | C2         | C1         |
| Individual                    | 3 850 000 US$ | 1 900 000 US$ | 960 000 US$ | 500 000 US$ | 280 000 US$ | 163 000 US$ | 100 000 US$ | 58 000 US$ | 32 000 US$ | 18 000 US$ | 11 000 US$ |
| Dobles                        | 740 000 US$   | 370 000 US$   | 175 000 US$ | 91 000 US$  | 50 000 US$  | 30 000 US$  | 17 000 US$  | —          | —          | —          | —          |
| Dobles mixto                  | 160 000 US$   | 76 000 US$    | 38 000 US$  | 19 975 US$  | 11 400 US$  | 5 900 US$   | —           | —          | —          | —          | —          |
| Individual en silla de ruedas | 30 000 US$    | 15 500 US$    | 10 500 US$  | 8000 US$    | —           | —           | —           | —          | —          | —          | —          |
| Dobles en silla de ruedas     | 15 000 US$    | 7750 US$      | 5250 US$    | 4000 US$    | —           | —           | —           | —          | —          | —          | —          |
| Dobles por invitación         | 22 000 US$    | 19 000 US$    | 16 000 US$  | 15 000 US$  | 14 000 US$  | —           | —           | —          | —          | —          | —          |

## Actuación de los jugadores en el torneo

### Individual masculino
| Campeón                        | Campeón                  | Finalista                 | Finalista                  |
| ------------------------------ | ------------------------ | ------------------------- | -------------------------- |
| Rafael Nadal [2]               | Rafael Nadal [2]         | Daniil Medvédev [5]       | Daniil Medvédev [5]        |
| Semifinalistas                 |                          |                           |                            |
| Grigor Dimitrov                | Grigor Dimitrov          | Matteo Berrettini [24]    | Matteo Berrettini [24]     |
| Eliminados en cuartos de final |                          |                           |                            |
| Stan Wawrinka [23]             | Roger Federer [3]        | Gaël Monfils [13]         | Diego Schwartzman [20]     |
| Eliminados en cuarta ronda     |                          |                           |                            |
| Novak Djokovic [1]             | Dominik Koepfer [Q]      | David Goffin [15]         | Álex de Miñaur             |
| Andréi Rubliov                 | Pablo Andújar            | Alexander Zverev [6]      | Marin Čilić [22]           |
| Eliminados en tercera ronda    |                          |                           |                            |
| Denis Kudla                    | Paolo Lorenzi [LL]       | Nikoloz Basilashvili [17] | Feliciano López            |
| Daniel Evans                   | Pablo Carreño            | Kamil Majchrzak [LL]      | Kei Nishikori [7]          |
| Nick Kyrgios [28]              | Alexei Popyrin           | Denis Shapovalov          | Aleksandr Búblik           |
| Aljaž Bedene                   | Tennys Sandgren          | John Isner [14]           | Hyeon Chung [Q]            |
| Eliminados en segunda ronda    |                          |                           |                            |
| Juan Ignacio Lóndero           | Dušan Lajović [27]       | Jérémy Chardy             | Miomir Kecmanović          |
| Reilly Opelka                  | Jenson Brooksby [Q]      | Yoshihito Nishioka        | Hugo Dellien               |
| Damir Džumhur                  | Lucas Pouille [25]       | Ričardas Berankis         | Grégoire Barrère [Q]       |
| Borna Ćorić [12]               | Pablo Cuevas             | Christian Garín [31]      | Bradley Klahn              |
| Gilles Simon                   | Antoine Hoang [WC]       | Jordan Thompson           | Mikhail Kukushkin          |
| Marius Copil                   | Henri Laaksonen          | Lorenzo Sonego            | Thomas Fabbiano            |
| Frances Tiafoe                 | Benoît Paire [29]        | Egor Gerasimov [Q]        | Vasek Pospisil [PR]        |
| Jan-Lennard Struff             | Cedrik-Marcel Stebe [PR] | Fernando Verdasco [32]    | Thanasi Kokkinakis [WC]    |
| Eliminados en primera ronda    |                          |                           |                            |
| Roberto Carballés              | Sam Querrey              | Janko Tipsarević [PR]     | Steve Darcis [PR]          |
| Jannik Sinner [Q]              | Hubert Hurkacz           | Laslo Djere               | Zachary Svajda [WC]        |
| Fabio Fognini [11]             | Jaume Munar              | Tomáš Berdych [PR]        | Márton Fucsovics           |
| Taylor Fritz [26]              | Marcos Giron [WC]        | Soon Woo Kwon [Q]         | Prajnesh Gunneswaran       |
| Sumit Nagal [Q]                | Elliot Benchetrit [Q]    | Adrian Mannarino          | Philipp Kohlschreiber      |
| Guido Pella [19]               | Jiří Veselý [Q]          | Cameron Norrie            | Corentin Moutet            |
| Yevgueni Donskoi [Q]           | Andreas Seppi            | Jack Sock [WC]            | Nicolás Jarry              |
| Christopher Eubanks [WC]       | Pierre-Hugues Herbert    | Thiago Monteiro           | Marco Trungelliti {Q]      |
| Stefanos Tsitsipas [8]         | Bjorn Fratangelo [WC]    | Leonardo Mayer            | Steve Johnson              |
| Richard Gasquet                | João Sousa               | Federico Delbonis         | Roberto Bautista [10]      |
| Albert Ramos                   | Ugo Humbert              | Marco Cecchinato          | Félix Auger-Aliassime [18] |
| Kyle Edmund [30]               | Marcel Granollers        | Santiago Giraldo [Q]      | Dominic Thiem [4]          |
| Radu Albot                     | Ivo Karlović             | Jozef Kovalík [PR]        | Brayden Schnur             |
| Robin Haase                    | Lloyd Harris             | Jo-Wilfried Tsonga        | Karen Jachanov             |
| Guillermo García López [Q]     | Casper Ruud              | Filip Krajinović          | Martin Kližan              |
| Tobias Kamke [Q]               | Ernesto Escobedo [WC]    | Ilia Ivashka [Q]          | John Millman               |

### Individual femenino
| Campeona                       | Campeona                  | Finalista                 | Finalista                 |
| ------------------------------ | ------------------------- | ------------------------- | ------------------------- |
| Bianca Andreescu [15]          | Bianca Andreescu [15]     | Serena Williams [8]       | Serena Williams [8]       |
| Semifinalistas                 |                           |                           |                           |
| Belinda Bencic [13]            | Belinda Bencic [13]       | Elina Svitolina [5]       | Elina Svitolina [5]       |
| Eliminadas en cuartos de final |                           |                           |                           |
| Donna Vekić [23]               | Elise Mertens [25]        | Johanna Konta [16]        | Qiang Wang [18]           |
| Eliminadas en cuarta ronda     |                           |                           |                           |
| Naomi Osaka [1]                | Julia Goerges [26]        | Taylor Townsend [Q]       | Kristie Ahn [WC]          |
| Madison Keys [10]              | Karolína Plíšková [3]     | Petra Martić [22]         | Ashleigh Barty [2]        |
| Eliminadas en tercera ronda    |                           |                           |                           |
| Cori Gauff [WC]                | Anett Kontaveit [21]      | Yulia Putintseva          | Kiki Bertens [7]          |
| Sorana Cîrstea                 | Caroline Wozniacki [19]   | Jeļena Ostapenko          | Andrea Petković           |
| Dayana Yastremska [32]         | Sofia Kenin [20]          | Shuai Zhang [33]          | Ons Jabeur                |
| Karolína Muchová               | Anastasija Sevastova [12] | Fiona Ferro               | Maria Sakkari [30]        |
| Eliminadas en segunda ronda    |                           |                           |                           |
| Magda Linette                  | Tímea Babos [Q]           | Ajla Tomljanović          | Alizé Cornet              |
| Aryna Sabalenka [9]            | Kaia Kanepi               | Francesca Di Lorenzo [WC] | Anastasiya Pavliuchenkova |
| Simona Halep [4]               | Aliona Bolsova            | Danielle Collins          | Kirsten Flipkens [LL]     |
| Anna Kalinskaya [Q]            | Alison Riske              | Kristýna Plíšková         | Petra Kvitová [6]         |
| Venus Williams                 | Rebecca Peterson          | Laura Siegemund           | Lin Zhu                   |
| Margarita Gasparyan            | Ekaterina Alexandrova     | Aliaksandra Sasnovich     | Mariam Bolkvadze [Q]      |
| Caty McNally [WC]              | Su-Wei Hsieh [29]         | Ana Bogdan [Q]            | Iga Świątek               |
| Kristina Mladenovic            | Alison Van Uytvanck       | Shuai Peng [Q]            | Lauren Davis              |
| Eliminadas en primera ronda    |                           |                           |                           |
| Anna Blinkova                  | Astra Sharma              | Anastasia Potapova        | Carla Suárez [26]         |
| Sara Sorribes                  | Marie Bouzková            | Jessica Pegula            | Mandy Minella             |
| Victoria Azarenka              | Madison Brengle           | Tatjana Maria             | Richèl Hogenkamp          |
| Natalia Vikhlyantseva          | Veronika Kudermétova      | Pauline Parmentier        | Paula Badosa [LL]         |
| Nicole Gibbs [LL]              | Kateryna Kozlova          | Kateřina Siniaková        | Barbora Strýcová [31]     |
| Yafan Wang                     | Polona Hercog             | Xiyu Wang [LL]            | Katie Volynets [WC]       |
| Sloane Stephens [11]           | Svetlana Kuznetsova [PR]  | Aleksandra Krunić         | Garbiñe Muguruza [24]     |
| Jil Teichmann                  | Diane Parry [WC]          | Mihaela Buzărnescu        | Denisa Allertová [Q]      |
| Whitney Osuigwe [WC]           | Saisai Zheng              | Mónica Puig               | Monica Niculescu          |
| Coco Vandeweghe [PR]           | Magdalena Fręch [Q]       | Xinyu Wang [Q]            | Misaki Doi                |
| Daria Kasátkina                | Priscilla Hon [LL]        | Samantha Stosur [WC]      | Viktorija Golubic         |
| Caroline Garcia [27]           | Jennifer Brady            | Bernarda Pera             | Tereza Martincová [Q]     |
| María Sharápova                | Timea Bacsinszky          | Yelena Rybakina [Q]       | Jana Čepelová [Q]         |
| Tamara Zidanšek                | Harriet Dart [Q]          | Ivana Jorović             | Eugénie Bouchard          |
| Angelique Kerber [14]          | Daria Gavrilova           | Viktória Kužmová          | Caroline Dolehide [Q]     |
| Camila Giorgi                  | Varvara Lepchenko [LL]    | Johanna Larsson           | Zarina Diyas              |

## Sumario

### Día 1 (26 de agosto)
- Cabezas de serie eliminados:
  - Individual masculino:  Fabio Fognini [11],  Guido Pella [19],  Taylor Fritz [26]
  - Individual femenino:  Angelique Kerber [14],  Caroline Garcia [27]
- Orden de juego

| Partidos en los estadios principales                 | Partidos en los estadios principales | Partidos en los estadios principales | Partidos en los estadios principales |
| Partidos en el Arthur Ashe Stadium                   | Partidos en el Arthur Ashe Stadium   | Partidos en el Arthur Ashe Stadium   | Partidos en el Arthur Ashe Stadium   |
| Evento                                               | Ganador                              | Perdedor                             | Marcador                             |
| ---------------------------------------------------- | ------------------------------------ | ------------------------------------ | ------------------------------------ |
| Individual femenino - Primera ronda                  | Ashleigh Barty [2]                   | Zarina Diyas                         | 1-6, 6-3, 6-2                        |
| Individual masculino - Primera ronda                 | Novak Djokovic [1]                   | Roberto Carballés                    | 6-4, 6-1, 6-4                        |
| Ceremonia de la noche de apertura del US Open 2019   |                                      |                                      |                                      |
| Individual femenino - Primera ronda                  | Serena Williams [8]                  | María Sharápova                      | 6-1, 6-1                             |
| Individual masculino - Primera ronda                 | Roger Federer [3]                    | Sumit Nagal [Q]                      | 4-6, 6-1, 6-2, 6-4                   |
| Partidos en el Louis Armstrong Stadium               |                                      |                                      |                                      |
| Evento                                               | Ganador                              | Perdedor                             | Marcador                             |
| Individual femenino - Primera ronda                  | Karolína Plíšková [3]                | Tereza Martincová [Q]                | 7-6(8-6), 7-6(7-3)                   |
| Individual masculino - Primera ronda                 | Daniil Medvédev [5]                  | Prajnesh Gunneswaran                 | 6-4, 6-1, 6-2                        |
| Individual femenino - Primera ronda                  | Venus Williams                       | Zheng Saisai                         | 6-1, 6-0                             |
| Individual masculino - Primera ronda                 | Stan Wawrinka [23]                   | Jannik Sinner [Q]                    | 6-3, 7-6(7-4), 4-6, 6-3              |
| Individual femenino - Primera ronda                  | Madison Keys [10]                    | Misaki Doi                           | 7-5, 6-0                             |
| Partidos en Grandstand                               |                                      |                                      |                                      |
| Evento                                               | Ganador                              | Perdedor                             | Marcador                             |
| Individual masculino - Primera ronda                 | Kei Nishikori [7]                    | Marco Trungelliti [Q]                | 6-1, 4-1, ret.                       |
| Individual femenino - Primera ronda                  | Kristina Mladenovic                  | Angelique Kerber [14]                | 7-5, 0-6, 6-4                        |
| Individual masculino - Primera ronda                 | Juan Ignacio Lóndero                 | Sam Querrey                          | 3-6, 6-1, 7-6(7-3), 7-5              |
| Individual femenino - Primera ronda                  | Sofia Kenin [20]                     | Coco Vandeweghe [PR]                 | 7-6(7-3), 6-3                        |
| Fondo de color indica un partido de la rama femenina |                                      |                                      |                                      |

### Día 2 (27 de agosto)
- Cabezas de serie eliminados:
  - Individual masculino:  Dominic Thiem [4],  Stefanos Tsitsipas [8],  Karen Jachanov [9],  Roberto Bautista [10],  Félix Auger-Aliassime [18],  Kyle Edmund [30]
  - Individual femenino:  Sloane Stephens [11],  Garbiñe Muguruza [24],  Carla Suárez [28],  Barbora Strýcová [31]
- Orden de juego

| Partidos en los estadios principales                 | Partidos en los estadios principales | Partidos en los estadios principales | Partidos en los estadios principales |
| Partidos en el Arthur Ashe Stadium                   | Partidos en el Arthur Ashe Stadium   | Partidos en el Arthur Ashe Stadium   | Partidos en el Arthur Ashe Stadium   |
| Evento                                               | Ganador                              | Perdedor                             | Marcador                             |
| ---------------------------------------------------- | ------------------------------------ | ------------------------------------ | ------------------------------------ |
| Individual femenino - Primera ronda                  | Naomi Osaka [1]                      | Anna Blinkova                        | 6-4, 6-7(5-7), 6-2                   |
| Individual masculino - Primera ronda                 | Thomas Fabbiano                      | Dominic Thiem [4]                    | 6-4, 3-6, 6-3, 6-2                   |
| Individual masculino - Primera ronda                 | Rafael Nadal [2]                     | John Millman                         | 6-3, 6-2, 6-2                        |
| Individual femenino - Primera ronda                  | Anna Kalinskaya [Q]                  | Sloane Stephens [11]                 | 6-3, 6-4                             |
| Partidos en el Louis Armstrong Stadium               |                                      |                                      |                                      |
| Evento                                               | Ganador                              | Perdedor                             | Marcador                             |
| Individual masculino - Primera ronda                 | Andréi Rubliov                       | Stefanos Tsitsipas [8]               | 6-4, 6-7(5-7), 7-6(9-7), 7-5         |
| Individual femenino - Primera ronda                  | Simona Halep [4]                     | Nicole Gibbs [Q]                     | 6-3, 3-6, 6-2                        |
| Individual femenino - Primera ronda                  | Cori Gauff [WC]                      | Anastasia Potapova                   | 3-6, 6-2, 6-4                        |
| Individual femenino - Primera ronda                  | Aryna Sabalenka [9]                  | Victoria Azarenka                    | 3-6, 6-3, 6-4                        |
| Individual masculino - Primera ronda                 | Nick Kyrgios [28]                    | Steve Johnson                        | 6-3, 7-6(7-1), 6-4                   |
| Partidos en Grandstand                               |                                      |                                      |                                      |
| Evento                                               | Ganador                              | Perdedor                             | Marcador                             |
| Individual femenino - Primera ronda                  | Alison Riske                         | Garbiñe Muguruza [24]                | 2-6, 6-1, 6-3                        |
| Individual masculino - Primera ronda                 | John Isner [14]                      | Guillermo García López [Q]           | 6-3, 6-4, 6-4                        |
| Individual femenino - Primera ronda                  | Caroline Wozniacki [19]              | Yafan Wang                           | 1-6, 7-5, 6-3                        |
| Individual masculino - Primera ronda                 | Denis Shapovalov                     | Félix Auger-Aliassime [18]           | 6-1, 6-1, 6-4                        |
| Fondo de color indica un partido de la rama femenina |                                      |                                      |                                      |

### Día 3 (28 de agosto)
El día 3 estuvo fuertemente afectado por la lluvia que impidió jugar partidos en las pistas sin techo retráctil.
Es así que únicamente el estadio Arthur Ashe y el estadio Louis Armstrong vieron actividad.
El encuentro entre Dominik Koepfer y Reilly Opelka estaba programado para el Grandstand pero como motivo del retiro de Borna Ćorić la organización decidió moverlo al estadio Louis Armstrong en el último turno.
- Cabezas de serie eliminados:
  - Individual masculino:  Borna Ćorić [12]
- Orden de juego

| Partidos en los estadios principales                 | Partidos en los estadios principales | Partidos en los estadios principales | Partidos en los estadios principales |
| Partidos en el Arthur Ashe Stadium                   | Partidos en el Arthur Ashe Stadium   | Partidos en el Arthur Ashe Stadium   | Partidos en el Arthur Ashe Stadium   |
| Evento                                               | Ganador                              | Perdedor                             | Marcador                             |
| ---------------------------------------------------- | ------------------------------------ | ------------------------------------ | ------------------------------------ |
| Individual femenino - Segunda ronda                  | Karolína Plíšková [3]                | Mariam Bolkvadze [Q]                 | 6-1, 6-4                             |
| Individual masculino - Segunda ronda                 | Roger Federer [3]                    | Damir Džumhur                        | 3-6, 6-2, 6-3, 6-4                   |
| Individual masculino - Segunda ronda                 | Novak Djokovic [1]                   | Juan Ignacio Lóndero                 | 6-4, 7-6(7-3), 6-1                   |
| Individual femenino - Segunda ronda                  | Serena Williams [8]                  | Caty McNally [WC]                    | 5-7, 6-3, 6-1                        |
| Partidos en el Louis Armstrong Stadium               |                                      |                                      |                                      |
| Evento                                               | Ganador                              | Perdedor                             | Marcador                             |
| Individual masculino - Segunda ronda                 | Kei Nishikori [7]                    | Bradley Klahn                        | 6-2, 4-6, 6-3, 7-5                   |
| Individual femenino - Segunda ronda                  | Elina Svitolina [5]                  | Venus Williams                       | 6-4, 6-4                             |
| Individual femenino - Segunda ronda                  | Madison Keys [10]                    | Lin Zhu                              | 6-4, 6-1                             |
| Individual femenino - Segunda ronda                  | Ashleigh Barty [2]                   | Lauren Davis                         | 6-2, 7-6(7-2)                        |
| Individual masculino - Segunda ronda                 | Grigor Dimitrov                      | Borna Ćorić [12]                     | walkover                             |
| Individual masculino - Segunda ronda                 | Dominik Koepfer [Q]                  | Reilly Opelka                        | 6-4, 6-4, 7-6(7-2)                   |
| Fondo de color indica un partido de la rama femenina |                                      |                                      |                                      |

### Día 4 (29 de agosto)
El partido que iban a disputar Cedrik-Marcel Stebe y Marin Čilić que iba a tener lugar en el estadio Louis Armstrong se movió al estadio Arthur Ashe por la retirada de Thanasi Kokkinakis a la vez que el encuentro de dobles entre Ivan Dodig y Filip Polášek contra Jack Sock y Jackson Withrow se iba a disputar en el Court 17 y se movió al estadio Louis Armstrong.
- Cabezas de serie eliminados:
  - Individual masculino:  Lucas Pouille [25],  Dušan Lajović [27],  Benoît Paire [29],  Christian Garín [31],  Fernando Verdasco [32]
  - Individual femenino:  Simona Halep [4],  Petra Kvitová [6],  Aryna Sabalenka [9]
  - Dobles masculino:  Ivan Dodig /  Filip Polášek [11]
  - Dobles mixto:  Anna-Lena Grönefeld /  Oliver Marach [7]
- Orden de juego

| Partidos en los estadios principales                 | Partidos en los estadios principales | Partidos en los estadios principales | Partidos en los estadios principales |
| Partidos en el Arthur Ashe Stadium                   | Partidos en el Arthur Ashe Stadium   | Partidos en el Arthur Ashe Stadium   | Partidos en el Arthur Ashe Stadium   |
| Evento                                               | Ganador                              | Perdedor                             | Marcador                             |
| ---------------------------------------------------- | ------------------------------------ | ------------------------------------ | ------------------------------------ |
| Individual masculino - Segunda ronda                 | Alexander Zverev [6]                 | Frances Tiafoe                       | 6-3, 3-6, 6-2, 2-6, 6-3              |
| Individual femenino - Segunda ronda                  | Taylor Townsend [Q]                  | Simona Halep [4]                     | 2-6, 6-3, 7-6(7-4)                   |
| Individual femenino - Segunda ronda                  | Caroline Wozniacki [19]              | Danielle Collins                     | 4-6, 6-3, 6-4                        |
| Individual masculino - Segunda ronda                 | Rafael Nadal [2]                     | Thanasi Kokkinakis [WC]              | walkover                             |
| Individual masculino - Segunda ronda                 | Marin Čilić [22]                     | Cedrik-Marcel Stebe                  | 4-6, 6-3, 7-5, 6-3                   |
| Partidos en el Louis Armstrong Stadium               |                                      |                                      |                                      |
| Evento                                               | Ganador                              | Perdedor                             | Marcador                             |
| Individual femenino - Segunda ronda                  | Andrea Petković                      | Petra Kvitová [6]                    | 6-4, 6-4                             |
| Individual femenino - Segunda ronda                  | Naomi Osaka [1]                      | Magda Linette                        | 6-2, 6-4                             |
| Individual masculino - Segunda ronda                 | John Isner [14]                      | Jan-Lennard Struff                   | 6-3, 7-6(7-4), 7-6(7-5)              |
| Individual femenino - Segunda ronda                  | Cori Gauff [WC]                      | Tímea Babos [Q]                      | 6-2, 4-6, 6-4                        |
| Dobles masculino - Primera ronda                     | Jack Sock Jackson Withrow            | Ivan Dodig [11] Filip Polášek [11]   | 6-4, 7-6(7-2)                        |
| Partidos en Grandstand                               |                                      |                                      |                                      |
| Evento                                               | Ganador                              | Perdedor                             | Marcador                             |
| Individual femenino - Segunda ronda                  | Sofia Kenin [20]                     | Laura Siegemund                      | 7-6(7-4), 6-0                        |
| Individual masculino - Segunda ronda                 | Daniil Medvédev [5]                  | Hugo Dellien                         | 6-3, 7-5, 5-7, 6-3                   |
| Individual femenino - Segunda ronda                  | Jeļena Ostapenko                     | Alison Riske                         | 6-4, 6-3                             |
| Individual masculino - Segunda ronda                 | Nick Kyrgios [28]                    | Antoine Hoang [WC]                   | 6-4, 6-2, 6-4                        |
| Fondo de color indica un partido de la rama femenina |                                      |                                      |                                      |

### Día 5 (30 de agosto)
- Cabezas de serie eliminados:
  - Individual masculino:  Kei Nishikori [7],  Nikoloz Basilashvili [17]
  - Individual femenino:  Anastasija Sevastova [12],  Sofia Kenin [20],  Maria Sakkari [30],  Dayana Yastremska [32],  Shuai Zhang [33]
  - Dobles masculino:  Pierre-Hugues Herbert /  Nicolas Mahut [4],  Jean-Julien Rojer /  Horia Tecău [5]
  - Dobles femenino:  Samantha Stosur /  Shuai Zhang [6],  Lucie Hradecká /  Andreja Klepač [10],  Kirsten Flipkens /  Johanna Larsson [11],  Darija Jurak /  María José Martínez [13],  Veronika Kudermétova /  Galina Voskoboeva [15],  Raquel Atawo /  Asia Muhammad [16]
- Orden de juego

| Partidos en los estadios principales                 | Partidos en los estadios principales | Partidos en los estadios principales | Partidos en los estadios principales |
| Partidos en el Arthur Ashe Stadium                   | Partidos en el Arthur Ashe Stadium   | Partidos en el Arthur Ashe Stadium   | Partidos en el Arthur Ashe Stadium   |
| Evento                                               | Ganador                              | Perdedor                             | Marcador                             |
| ---------------------------------------------------- | ------------------------------------ | ------------------------------------ | ------------------------------------ |
| Individual masculino - Tercera ronda                 | Roger Federer [3]                    | Daniel Evans                         | 6-2, 6-2, 6-1                        |
| Individual femenino - Tercera ronda                  | Serena Williams [8]                  | Karolína Muchová                     | 6-3, 6-2                             |
| Dobles masculino - Primera ronda                     | Marius Copil Nick Kyrgios            | Marcus Daniell Ken Skupski           | 6-7(5-7), 7-5, 7-6(7-1)              |
| Individual femenino - Tercera ronda                  | Madison Keys [10]                    | Sofia Kenin [20]                     | 6-3, 7-5                             |
| Individual masculino - Tercera ronda                 | Novak Djokovic [1]                   | Denis Kudla                          | 6-3, 6-4, 6-2                        |
| Partidos en el Louis Armstrong Stadium               |                                      |                                      |                                      |
| Evento                                               | Ganador                              | Perdedor                             | Marcador                             |
| Individual femenino - Tercera ronda.                 | Karolína Plíšková [3]                | Ons Jabeur                           | 6-1, 4-6, 6-4                        |
| Individual femenino - Tercera ronda                  | Ashleigh Barty [2]                   | Maria Sakkari [30]                   | 7-5, 6-3                             |
| Individual masculino - Tercera ronda                 | Stan Wawrinka [23]                   | Paolo Lorenzi [LL]                   | 6-4, 7-6(11-9), 7-6(7-4)             |
| Individual femenino - Tercera ronda                  | Elina Svitolina [5]                  | Dayana Yastremska [32]               | 6-2, 6-0                             |
| Individual masculino - Tercera ronda                 | Daniil Medvédev [5]                  | Feliciano López                      | 7-6(7-1), 4-6, 7-6(9-7), 6-4         |
| Partidos en Grandstand                               |                                      |                                      |                                      |
| Evento                                               | Ganador                              | Perdedor                             | Marcador                             |
| Individual masculino - Tercera ronda                 | Álex de Miñaur                       | Kei Nishikori [7]                    | 6-2, 6-4, 2-6, 6-3                   |
| Individual masculino - Tercera ronda                 | Johanna Konta [16]                   | Shuai Zhang [33]                     | 6-2, 6-3                             |
| Individual femenino - Tercera ronda                  | Qiang Wang [18]                      | Fiona Ferro                          | 7-6(7-1), 6-3                        |
| Individual masculino - Tercera ronda                 | Dominik Koepfer [Q]                  | Nikoloz Basilashvili [17]            | 6-3, 7-6(7-5), 4-6, 6-1              |
| Fondo de color indica un partido de la rama femenina |                                      |                                      |                                      |

### Día 6 (31 de agosto)
- Cabezas de serie eliminados:
  - Individual masculino:  John Isner [14],  Nick Kyrgios [28]
  - Individual femenino:  Kiki Bertens [7],  Caroline Wozniacki [19],  Anett Kontaveit [21]
  - Dobles masculino:  Raven Klaasen /  Michael Venus [3],  Mate Pavić /  Bruno Soares [6],  Nikola Mektić /  Franko Škugor [9],  Henri Kontinen /  John Peers [14]
  - Dobles femenino:  Anna-Lena Grönefeld /  Demi Schuurs [5]
- Orden de juego

| Partidos en los estadios principales                 | Partidos en los estadios principales | Partidos en los estadios principales | Partidos en los estadios principales   |
| Partidos en el Arthur Ashe Stadium                   | Partidos en el Arthur Ashe Stadium   | Partidos en el Arthur Ashe Stadium   | Partidos en el Arthur Ashe Stadium     |
| Evento                                               | Ganador                              | Perdedor                             | Marcador                               |
| ---------------------------------------------------- | ------------------------------------ | ------------------------------------ | -------------------------------------- |
| Individual femenino - Tercera ronda                  | Bianca Andreescu [15]                | Caroline Wozniacki [19]              | 6-4, 6-4                               |
| Individual masculino - Tercera ronda                 | Rafael Nadal [2]                     | Hyeon Chung [Q]                      | 6-3, 6-4, 6-2                          |
| Individual femenino - Tercera ronda                  | Naomi Osaka [1]                      | Cori Gauff [WC]                      | 6-3, 6-0                               |
| Individual masculino - Tercera ronda                 | Andréi Rubliov                       | Nick Kyrgios [28]                    | 7-6(7-5), 7-6(7-5), 6-3                |
| Partidos en el Louis Armstrong Stadium               |                                      |                                      |                                        |
| Evento                                               | Ganador                              | Perdedor                             | Marcador                               |
| Individual femenino - Tercera ronda                  | Taylor Townsend [Q]                  | Sorana Cîrstea                       | 7-5, 6-2                               |
| Individual femenino - Tercera ronda                  | Julia Goerges [26]                   | Kiki Bertens [7]                     | 6-2, 6-3                               |
| Individual masculino - Tercera ronda                 | Alexander Zverev [6]                 | Aljaž Bedene                         | 6-7(4-7), 7-6(7-4), 6-3, 7-6(7-3)      |
| Individual masculino - Tercera ronda                 | Gaël Monfils [13]                    | Denis Shapovalov                     | 6-7(5-7), 7-6(7-4), 6-4, 6-7(6-8), 6-3 |
| Individual femenino - Tercera ronda                  | Belinda Bencic [13]                  | Anett Kontaveit [21]                 | walkover                               |
| Dobles masculino - Segunda ronda                     | Bob Bryan [7] Mike Bryan [7]         | Roberto Carballés Federico Delbonis  | 4-6, 7-5, 6-3                          |
| Partidos en Grandstand                               |                                      |                                      |                                        |
| Evento                                               | Ganador                              | Perdedor                             | Marcador                               |
| Individual femenino - Tercera ronda                  | Elise Mertens [25]                   | Andrea Petković                      | 6-3, 6-3                               |
| Individual femenino - Tercera ronda                  | Kristie Ahn [WC]                     | Jeļena Ostapenko                     | 6-3, 7-5                               |
| Individual masculino - Tercera ronda                 | Marin Čilić [22]                     | John Isner [14]                      | 7-5, 3-6, 7-6(8-6), 6-4                |
| Individual masculino - Tercera ronda                 | Diego Schwartzman [20]               | Tennys Sandgren                      | 6-4, 6-1, 6-3                          |
| Fondo de color indica un partido de la rama femenina |                                      |                                      |                                        |

### Día 7 (1 de septiembre)
- Cabezas de serie eliminados:
  - Individual masculino:  Novak Djokovic [1],  David Goffin [15]
  - Individual femenino:  Ashleigh Barty [2],  Karolína Plíšková [3],  Madison Keys [10],  Petra Martić [22]
  - Dobles masculino:  Łukasz Kubot /  Marcelo Melo [2],  Rajeev Ram /  Joe Salisbury [10]
  - Dobles femenino:  Hao-Ching Chan /  Yung-Jan Chan [7],  Nicole Melichar /  Květa Peschke [9]
  - Dobles mixto:  Nicole Melichar /  Bruno Soares [5]
- Orden de juego

| Partidos en los estadios principales                 | Partidos en los estadios principales       | Partidos en los estadios principales  | Partidos en los estadios principales |
| Partidos en el Arthur Ashe Stadium                   | Partidos en el Arthur Ashe Stadium         | Partidos en el Arthur Ashe Stadium    | Partidos en el Arthur Ashe Stadium   |
| Evento                                               | Ganador                                    | Perdedor                              | Marcador                             |
| ---------------------------------------------------- | ------------------------------------------ | ------------------------------------- | ------------------------------------ |
| Individual masculino - Cuarta ronda                  | Roger Federer [3]                          | David Goffin [15]                     | 6-2, 6-2, 6-0                        |
| Individual femenino - Cuarta ronda                   | Serena Williams [8]                        | Petra Martić [22]                     | 6-3, 6-4                             |
| Individual femenino - Cuarta ronda                   | Elina Svitolina [5]                        | Madison Keys [10]                     | 7-5, 6-4                             |
| Individual masculino - Cuarta ronda                  | Stan Wawrinka [23]                         | Novak Djokovic [1]                    | 6-4, 7-5, 2-1, ret.                  |
| Partidos en el Louis Armstrong Stadium               |                                            |                                       |                                      |
| Evento                                               | Ganador                                    | Perdedor                              | Marcador                             |
| Individual femenino - Cuarta ronda                   | Qiang Wang [18]                            | Ashleigh Barty [2]                    | 6-2, 6-4                             |
| Individual femenino - Cuarta ronda                   | Johanna Konta [16]                         | Karolína Plíšková [3]                 | 6-7(1-7), 6-3, 7-5                   |
| Dobles femenino - Segunda ronda                      | Cori Gauff [WC] Caty McNally [WC]          | Nicole Melichar [9] Květa Peschke [9] | 6-3, 7-6(11-9)                       |
| Individual masculino - Cuarta ronda                  | Daniil Medvédev [5]                        | Dominik Koepfer [Q]                   | 3-6, 6-3, 6-2, 7-6(7-2)              |
| Partidos en Grandstand                               |                                            |                                       |                                      |
| Evento                                               | Ganador                                    | Perdedor                              | Marcador                             |
| Dobles femenino - Tercera ronda                      | Caroline Dolehide Vania King               | Alexa Guarachi Bernarda Pera          | 6-3, 7-6(7-4)                        |
| Individual masculino - Cuarta ronda                  | Grigor Dimitrov                            | Álex de Miñaur                        | 7-5, 6-3, 6-4                        |
| Dobles femenino - Segunda ronda                      | Anna Kalinskaya Yulia Putintseva           | Shuai Peng Alicja Rosolska            | 6-2, 5-7, 6-3                        |
| Dobles masculino - Tercera ronda                     | Marcel Granollers [8] Horacio Zeballos [8] | Rajeev Ram [10] Joe Salisbury [10]    | 6-3, 5-7, 7-6(7-2)                   |
| Fondo de color indica un partido de la rama femenina |                                            |                                       |                                      |

### Día 8 (2 de septiembre)
- Cabezas de serie eliminados:
  - Individual masculino:  Alexander Zverev [6],  Marin Čilić [22]
  - Individual femenino:  Naomi Osaka [1],  Julia Goerges [26]
  - Dobles masculino:  Bob Bryan /  Mike Bryan [7],  Robin Haase /  Wesley Koolhof [13]
  - Dobles femenino:  Su-Wei Hsieh /  Barbora Strýcová [2]
  - Dobles mixto:  Gabriela Dabrowski /  Mate Pavić [2],  Květa Peschke /  Wesley Koolhof [8]
- Orden de juego

| Partidos en los estadios principales                 | Partidos en los estadios principales         | Partidos en los estadios principales  | Partidos en los estadios principales |
| Partidos en el Arthur Ashe Stadium                   | Partidos en el Arthur Ashe Stadium           | Partidos en el Arthur Ashe Stadium    | Partidos en el Arthur Ashe Stadium   |
| Evento                                               | Ganador                                      | Perdedor                              | Marcador                             |
| ---------------------------------------------------- | -------------------------------------------- | ------------------------------------- | ------------------------------------ |
| Individual femenino - Cuarta ronda                   | Belinda Bencic [13]                          | Naomi Osaka [1]                       | 7-5, 6-4                             |
| Individual masculino - Cuarta ronda                  | Diego Schwartzman [20]                       | Alexander Zverev [6]                  | 3-6, 6-2, 6-4, 6-3                   |
| Individual masculino - Cuarta ronda                  | Rafael Nadal [2]                             | Marin Čilić [22]                      | 6-3, 3-6, 6-1, 6-2                   |
| Individual femenino - Cuarta ronda                   | Bianca Andreescu [15]                        | Taylor Townsend [Q]                   | 6-1, 4-6, 6-2                        |
| Partidos en el Louis Armstrong Stadium               |                                              |                                       |                                      |
| Evento                                               | Ganador                                      | Perdedor                              | Marcador                             |
| Individual femenino - Cuarta ronda                   | Donna Vekić [23]                             | Julia Goerges [26]                    | 6-7(5-7), 7-5, 6-3                   |
| Individual masculino - Cuarta ronda                  | Matteo Berrettini [24]                       | Andréi Rubliov                        | 6-1, 6-4, 7-6(8-6)                   |
| Individual femenino - Cuarta ronda                   | Elise Mertens [25]                           | Kristie Ahn [WC]                      | 6-1, 6-1                             |
| Individual masculino- Cuarta ronda                   | Gaël Monfils [13]                            | Pablo Andújar                         | 6-1, 6-2, 6-2                        |
| Partidos en Grandstand                               |                                              |                                       |                                      |
| Evento                                               | Ganador                                      | Perdedor                              | Marcador                             |
| Dobles masculino - Tercera ronda                     | Oliver Marach [16] Jürgen Melzer [16]        | Miomir Kecmanović Casper Ruud         | 6-0, 6-3                             |
| Dobles femenino - Tercera ronda                      | Victoria Azarenka [8] Ashleigh Barty [8]     | Cori Gauff [WC] Caty McNally [WC]     | 6-0, 6-1                             |
| Dobles masculino - Tercera ronda                     | Jack Sock Jackson Withrow                    | Bob Bryan [7] Mike Bryan [7]          | 6-4, 7-5                             |
| Dobles femenino - Tercera ronda                      | Liudmila Kichenok [14] Jeļena Ostapenko [14] | Su-Wei Hsieh [2] Barbora Strýcová [2] | 6-4, 6-3                             |
| Fondo de color indica un partido de la rama femenina |                                              |                                       |                                      |

### Día 9 (3 de septiembre)
- Cabezas de serie eliminados:
  - Individual masculino:  Roger Federer [3],  Stan Wawrinka [23]
  - Individual femenino:  Johanna Konta [16],  Qiang Wang [18]
  - Dobles masculino:  Oliver Marach /  Jürgen Melzer [16]
  - Dobles femenino:  Tímea Babos /  Kristina Mladenovic [1],  Yingying Duan /  Saisai Zheng [12]
  - Dobles mixto:  Demi Schuurs /  Henri Kontinen [6]
- Orden de juego

| Partidos en los estadios principales                 | Partidos en los estadios principales       | Partidos en los estadios principales    | Partidos en los estadios principales |
| Partidos en el Arthur Ashe Stadium                   | Partidos en el Arthur Ashe Stadium         | Partidos en el Arthur Ashe Stadium      | Partidos en el Arthur Ashe Stadium   |
| Evento                                               | Ganador                                    | Perdedor                                | Marcador                             |
| ---------------------------------------------------- | ------------------------------------------ | --------------------------------------- | ------------------------------------ |
| Individual femenino - Cuartos de final               | Elina Svitolina [5]                        | Johanna Konta [16]                      | 6-4, 6-4                             |
| Individual masculino - Cuartos de final              | Daniil Medvédev [5]                        | Stan Wawrinka [23]                      | 7-6(8-6), 6-3, 3-6, 6-1              |
| Individual femenino - Cuartos de final               | Serena Williams [8]                        | Qiang Wang [18]                         | 6-1, 6-0                             |
| Individual masculino - Cuartos de final              | Grigor Dimitrov                            | Roger Federer [3]                       | 3-6, 6-4, 3-6, 6-4, 6-2              |
| Partidos en el Louis Armstrong Stadium               |                                            |                                         |                                      |
| Evento                                               | Ganador                                    | Perdedor                                | Marcador                             |
| Dobles masculino - Cuartos de final                  | Kevin Krawietz [12] Andreas Mies [12]      | Leonardo Mayer João Sousa               | 7-6(7-4), 6-4                        |
| Dobles femenino - Cuartos de final                   | Elise Mertens [4] Aryna Sabalenka [4]      | Yingying Duan [12] Saisai Zheng [12]    | 6-4, 6-3                             |
| Dobles masculino - Cuartos de final                  | Marcel Granollers [8] Horacio Zeballos [8] | Oliver Marach [16] Jürgen Melzer [16]   | 7-6(7-4), 6-4                        |
| Dobles femenino - Cuartos de final                   | Victoria Azarenka [8] Ashleigh Barty [8]   | Tímea Babos [1] Kristina Mladenovic [1] | 2-6, 7-5, 6-1                        |
| Dobles mixto - Cuartos de final                      | Samantha Stosur [3] Rajeev Ram [3]         | Demi Schuurs [6] Henri Kontinen [6]     | 4-6, 6-4, [14-12]                    |
| Fondo de color indica un partido de la rama femenina |                                            |                                         |                                      |

### Día 10 (4 de septiembre)
- Cabezas de serie eliminados:
  - Individual masculino:  Gaël Monfils [13],  Diego Schwartzman [20]
  - Individual femenino:  Donna Vekić [23],  Elise Mertens [25]
  - Dobles femenino:  Gabriela Dabrowski /  Yifan Xu [3],  Lyudmyla Kichenok /  Jeļena Ostapenko [14]
  - Dobles mixto:  Samantha Stosur /  Rajeev Ram [3],  Yung-Jan Chan /  Ivan Dodig [4]
- Orden de juego

| Partidos en los estadios principales                 | Partidos en los estadios principales         | Partidos en los estadios principales         | Partidos en los estadios principales |
| Partidos en el Arthur Ashe Stadium                   | Partidos en el Arthur Ashe Stadium           | Partidos en el Arthur Ashe Stadium           | Partidos en el Arthur Ashe Stadium   |
| Evento                                               | Ganador                                      | Perdedor                                     | Marcador                             |
| ---------------------------------------------------- | -------------------------------------------- | -------------------------------------------- | ------------------------------------ |
| Individual femenino - Cuartos de final               | Belinda Bencic [13]                          | Donna Vekić [23]                             | 7-6(7-5), 6-3                        |
| Individual masculino - Cuartos de final              | Matteo Berrettini [24]                       | Gaël Monfils [13]                            | 3-6, 6-3, 6-2, 3-6, 7-6(7-5)         |
| Individual femenino - Cuartos de final               | Bianca Andreescu [15]                        | Elise Mertens [25]                           | 3-6, 6-2, 6-3                        |
| Individual masculino - Cuartos de final              | Rafael Nadal [2]                             | Diego Schwartzman [20]                       | 6-4, 7-5, 6-2                        |
| Partidos en el Louis Armstrong Stadium               |                                              |                                              |                                      |
| Evento                                               | Ganador                                      | Perdedor                                     | Marcador                             |
| Dobles femenino - Cuartos de final                   | Viktória Kužmová Aliaksandra Sasnovich       | Gabriela Dabrowski [3] Yifan Xu [3]          | 2-6, 6-3, 6-3                        |
| Dobles masculino - Cuartos de final                  | Jamie Murray [15] Neal Skupski [15]          | Jack Sock Jackson Withrow                    | 4-6, 6-1, 7-6(7-4)                   |
| Dobles femenino - Cuartos de final                   | Caroline Dolehide Vania King                 | Lyudmyla Kichenok [14] Jeļena Ostapenko [14] | 7-6(7-2), 6-4                        |
| Dobles masculino - Cuartos de final                  | Juan Sebastián Cabal [1] Robert Farah [1]    | Luke Bambridge Ben McLachlan                 | 6-4, 6-4                             |
| Dobles mixto - Semifinales                           | Bethanie Mattek-Sands [WC] Jamie Murray [WC] | Samantha Stosur [3] Rajeev Ram [3]           | 6-3, 6-1                             |
| Dobles mixto - Semifinales                           | Hao-Ching Chan [1] Michael Venus [1]         | Yung-Jan Chan [4] Ivan Dodig [4]             | 7-6(7-3), 7-5                        |
| Fondo de color indica un partido de la rama femenina |                                              |                                              |                                      |

### Día 11 (5 de septiembre)
- Cabezas de serie eliminados:
  - Individual femenino:  Elina Svitolina [5],  Belinda Bencic [13]
  - Dobles masculino:  Kevin Krawietz /  Andreas Mies [12],  Jamie Murray /  Neal Skupski [15]
- Orden de juego

| Partidos en los estadios principales                 | Partidos en los estadios principales       | Partidos en los estadios principales   | Partidos en los estadios principales |
| Partidos en el Arthur Ashe Stadium                   | Partidos en el Arthur Ashe Stadium         | Partidos en el Arthur Ashe Stadium     | Partidos en el Arthur Ashe Stadium   |
| Evento                                               | Ganador                                    | Perdedor                               | Marcador                             |
| ---------------------------------------------------- | ------------------------------------------ | -------------------------------------- | ------------------------------------ |
| Dobles femenino - Silla de ruedas                    | Diede de Groot [1] Aniek van Koot [1]      | Giulia Capocci Yui Kamiji              | 6-2, 7-5                             |
| Dobles masculino - Silla de ruedas                   | Gustavo Fernández Shingo Kunieda           | Joachim Gerard [2] Stefan Olsson [2]   | 6-2, 5-7, [10-3]                     |
| Individual femenino - Semifinales                    | Serena Williams [8]                        | Elina Svitolina [5]                    | 6-3, 6-1                             |
| Individual femenino - Semifinales                    | Bianca Andreescu [15]                      | Belinda Bencic [13]                    | 7-6(7-3), 7-5                        |
| Partidos en el Louis Armstrong Stadium               |                                            |                                        |                                      |
| Evento                                               | Ganador                                    | Perdedor                               | Marcador                             |
| Individual júnior masculino - Tercera ronda          | Brandon Nakashima [11]                     | Tristan Schoolkate                     | 6-1, 6-4                             |
| Dobles masculino - Semifinales                       | Marcel Granollers [8] Horacio Zeballos [8] | Kevin Krawietz [12] Andreas Mies [12]  | 7-6(7-2), 7-6(7-5)                   |
| Dobles masculino - Semifinales                       | Juan Sebastián Cabal [1] Robert Farah [1]  | Jamie Murray [15] Neal Skupski [15]    | 7-6(7-5), 7-6(10-8)                  |
| Dobles femenino - Semifinales                        | Victoria Azarenka [8] Ashleigh Barty [8]   | Viktória Kužmová Aliaksandra Sasnovich | 6-0, 6-1                             |
| Fondo de color indica un partido de la rama femenina |                                            |                                        |                                      |

### Día 12 (6 de septiembre)
- Cabezas de serie eliminados:
  - Individual masculino:  Matteo Berrettini [24]
  - Dobles masculino:  Marcel Granollers /  Horacio Zeballos [8]
- Orden de juego

| Partidos en los estadios principales                 | Partidos en los estadios principales      | Partidos en los estadios principales       | Partidos en los estadios principales |
| Partidos en el Arthur Ashe Stadium                   | Partidos en el Arthur Ashe Stadium        | Partidos en el Arthur Ashe Stadium         | Partidos en el Arthur Ashe Stadium   |
| Evento                                               | Ganador                                   | Perdedor                                   | Marcador                             |
| ---------------------------------------------------- | ----------------------------------------- | ------------------------------------------ | ------------------------------------ |
| Dobles masculino - Final                             | Juan Sebastián Cabal [1] Robert Farah [1] | Marcel Granollers [8] Horacio Zeballos [8] | 6-4, 7-5                             |
| Individual masculino - Semifinales                   | Daniil Medvédev [5]                       | Grigor Dimitrov                            | 7-6(7-5), 6-4, 6-3                   |
| Individual masculino - Semifinales                   | Rafael Nadal [2]                          | Matteo Berrettini [24]                     | 7-6(8-6), 6-4, 6-1                   |
| Partidos en el Louis Armstrong Stadium               |                                           |                                            |                                      |
| Evento                                               | Ganador                                   | Perdedor                                   | Marcador                             |
| Individual masculino - Silla de ruedas               | Gustavo Fernández [1]                     | Stefan Olsson                              | 7-6(7-4), 6-3                        |
| Dobles femenino - Semifinales                        | Elise Mertens [4] Aryna Sabalenka [4]     | Caroline Dolehide [PR] Vania King [PR]     | 4-6, 6-3, 6-4                        |
| Fondo de color indica un partido de la rama femenina |                                           |                                            |                                      |

### Día 13 (7 de septiembre)
- Cabezas de serie eliminados:
  - Individual femenino:  Serena Williams [8]
  - Dobles mixto:  Hao-Ching Chan /  Michael Venus [1]
- Orden de juego

| Partidos en los estadios principales                 | Partidos en los estadios principales         | Partidos en los estadios principales | Partidos en los estadios principales |
| Partidos en el Arthur Ashe Stadium                   | Partidos en el Arthur Ashe Stadium           | Partidos en el Arthur Ashe Stadium   | Partidos en el Arthur Ashe Stadium   |
| Evento                                               | Ganador                                      | Perdedor                             | Marcador                             |
| ---------------------------------------------------- | -------------------------------------------- | ------------------------------------ | ------------------------------------ |
| Dobles mixto - Final                                 | Bethanie Mattek-Sands [WC] Jamie Murray [WC] | Hao-Ching Chan [1] Michael Venus [1] | 6-2, 6-3                             |
| Individual femenino - Final                          | Bianca Andreescu [15]                        | Serena Williams [8]                  | 6-3, 7-5                             |
| Partidos en el Louis Armstrong Stadium               |                                              |                                      |                                      |
| Evento                                               | Ganador                                      | Perdedor                             | Marcador                             |
| Individual femenino - Silla de ruedas                | Yui Kamiji [2]                               | Aniek van Koot                       | 6-1, 6-3                             |
| Individual júnior masculino - Cuartos de final       | Emilio Nava [8/WC]                           | Jiří Lehečka [15]                    | 6-3, 6-1                             |
| Individual Quad - Silla de ruedas                    | Dylan Alcott                                 | David Wagner                         | 6-0, 7-6(7-3)                        |
| Fondo de color indica un partido de la rama femenina |                                              |                                      |                                      |

### Día 14 (8 de septiembre)
- Cabezas de serie eliminados:
  - Individual masculino:  Daniil Medvédev [5]
  - Dobles femenino:  Victoria Azarenka /  Ashleigh Barty [8]
- Orden de juego

| Partidos en los estadios principales                 | Partidos en los estadios principales  | Partidos en los estadios principales     | Partidos en los estadios principales |
| Partidos en el Arthur Ashe Stadium                   | Partidos en el Arthur Ashe Stadium    | Partidos en el Arthur Ashe Stadium       | Partidos en el Arthur Ashe Stadium   |
| Evento                                               | Ganador                               | Perdedor                                 | Marcador                             |
| ---------------------------------------------------- | ------------------------------------- | ---------------------------------------- | ------------------------------------ |
| Dobles femenino - Final                              | Elise Mertens [4] Aryna Sabalenka [4] | Victoria Azarenka [8] Ashleigh Barty [8] | 7-5, 7-5                             |
| Individual masculino - Final                         | Rafael Nadal [2]                      | Daniil Medvédev [5]                      | 7-5, 6-3, 5-7, 4-6, 6-4              |
| Partidos en el Louis Armstrong Stadium               |                                       |                                          |                                      |
| Evento                                               | Ganador                               | Perdedor                                 | Marcador                             |
| Individual femenino - Silla de ruedas                | Diede de Groot [1]                    | Yui Kamiji [2]                           | 4-6, 6-1, 6-4                        |
| Individual júnior masculino - Final                  | Jonáš Forejtek [4]                    | Emilio Nava [8/WC]                       | 6-7(4-7), 6-0, 6-2                   |
| Dobles masculino - Silla de ruedas                   | Alfie Hewett Gordon Reid              | Gustavo Fernández Shingo Kunieda         | 1-6, 6-4, [11-9]                     |
| Fondo de color indica un partido de la rama femenina |                                       |                                          |                                      |

## Cabezas de serie
Los cabezas de serie se basan en los rankings ATP y WTA del 19 de agosto de 2019. La clasificación y los puntos serán del 26 de agosto de 2019.

### Individual masculino
| N.º | Clasif | Jugador               | Puntos | Puntos por defender | Puntos ganados | Nuevos puntos | Ronda hasta la que avanzó en el torneo               |
| --- | ------ | --------------------- | ------ | ------------------- | -------------- | ------------- | ---------------------------------------------------- |
| 1   | 1      | Novak Djokovic        | 11685  | 2000                | 180            | 9865          | Cuarta ronda, se retiró ante Stan Wawrinka [23]      |
| 2   | 2      | Rafael Nadal          | 7945   | 720                 | 2000           | 9225          | Campeón, venció a Daniil Medvédev [5]                |
| 3   | 3      | Roger Federer         | 6950   | 180                 | 360            | 7130          | Cuartos de final, perdió ante Grigor Dimitrov        |
| 4   | 4      | Dominic Thiem         | 4925   | 360                 | 10             | 4575          | Primera ronda, perdió ante Thomas Fabbiano           |
| 5   | 5      | Daniil Medvédev       | 4125   | 90                  | 1200           | 5235          | Final, perdió ante Rafael Nadal [2]                  |
| 6   | 6      | Alexander Zverev      | 4005   | 90                  | 180            | 4095          | Cuarta ronda, perdió ante Diego Schwartzman [20]     |
| 7   | 7      | Kei Nishikori         | 4005   | 720                 | 90             | 3375          | Tercera ronda, perdió ante Álex de Miñaur            |
| 8   | 8      | Stefanos Tsitsipas    | 3455   | 45                  | 10             | 3420          | Primera ronda, perdió ante Andréi Rubliov            |
| 9   | 9      | Karen Jachanov        | 2890   | 90                  | 10             | 2810          | Primera ronda, perdió ante Vasek Pospisil [PR]       |
| 10  | 10     | Roberto Bautista      | 2575   | 10                  | 10             | 2575          | Primera ronda, perdió ante Mikhail Kukushkin         |
| 11  | 11     | Fabio Fognini         | 2510   | 45                  | 10             | 2475          | Primera ronda, perdió ante Reilly Opelka             |
| 12  | 12     | Borna Ćorić           | 2160   | 180                 | 45             | 2025          | Segunda ronda, se retiró ante Grigor Dimitrov        |
| 13  | 13     | Gaël Monfils          | 2140   | 45                  | 360            | 2455          | Cuartos de final, perdió ante Matteo Berrettini [24] |
| 14  | 14     | John Isner            | 2075   | 360                 | 90             | 1805          | Tercera ronda, perdió ante Marin Čilić [22]          |
| 15  | 15     | David Goffin          | 2055   | 180                 | 180            | 2055          | Cuarta ronda, perdió ante Roger Federer [3]          |
| 16  | 17     | Kevin Anderson        | 2050   | 180                 | 0              | 1870          | Baja antes de la primera ronda.                      |
| 17  | 18     | Nikoloz Basilashvili  | 1985   | 180                 | 90             | 1895          | Tercera ronda, perdió ante Dominik Koepfer [Q]       |
| 18  | 19     | Félix Auger-Aliassime | 1750   | 35                  | 10             | 1725          | Primera ronda, perdió ante Denis Shapovalov          |
| 19  | 20     | Guido Pella           | 1735   | 90                  | 10             | 1655          | Primera ronda, perdió ante Pablo Carreño             |
| 20  | 21     | Diego Schwartzman     | 1725   | 90                  | 360            | 1995          | Cuartos de final, perdió ante Rafael Nadal [2]       |
| 21  | 22     | Milos Raonic          | 1630   | 180                 | 0              | 1450          | Baja antes de la primera ronda.                      |
| 22  | 23     | Marin Čilić           | 1590   | 360                 | 180            | 1410          | Cuarta ronda, perdió ante Rafael Nadal [2]           |
| 23  | 24     | Stan Wawrinka         | 1535   | 90                  | 360            | 1805          | Cuartos de final, perdió ante Daniil Medvédev [5]    |
| 24  | 25     | Matteo Berrettini     | 1535   | 10                  | 720            | 2245          | Semifinales, perdió ante Rafael Nadal [2]            |
| 25  | 27     | Lucas Pouille         | 1475   | 90                  | 45             | 1430          | Segunda ronda, perdió ante Daniel Evans              |
| 26  | 28     | Taylor Fritz          | 1465   | 90                  | 10             | 1385          | Primera ronda, perdió ante Feliciano López           |
| 27  | 29     | Dušan Lajović         | 1441   | 90                  | 45             | 1396          | Segunda ronda, perdió ante Denis Kudla               |
| 28  | 30     | Nick Kyrgios          | 1430   | 90                  | 90             | 1430          | Tercera ronda, perdió ante Andréi Rubliov            |
| 29  | 26     | Benoît Paire          | 1508   | 45                  | 45             | 1508          | Segunda ronda, perdió ante Aljaž Bedene              |
| 30  | 31     | Kyle Edmund           | 1325   | 10                  | 10             | 1325          | Primera ronda, perdió ante Pablo Andújar             |
| 31  | 32     | Christian Garín       | 1321   | (48+25)             | 45+6           | 1299          | Segunda ronda, perdió ante Álex de Miñaur            |
| 32  | 34     | Fernando Verdasco     | 1310   | 90                  | 45             | 1265          | Segunda ronda, perdió ante Hyeon Chung [Q]           |

#### Bajas masculinas
| Clasif | Jugador               | Puntos Antes | Puntos a defender | Puntos ganados | Puntos después | Motivo                |
| ------ | --------------------- | ------------ | ----------------- | -------------- | -------------- | --------------------- |
| 16     | Juan Martín del Potro | 2050         | 1200              | 0              | 850            | Operación de rodilla. |
| 17     | Kevin Anderson        | 2050         | 180               | 0              | 1870           | Lesión en rodilla.    |
| 22     | Milos Raonic          | 1630         | 180               | 0              | 1450           | Dolencia en glúteos.  |

### Individual femenino
| N.º | Clasif | Jugadora             | Puntos | Puntos por defender | Puntos ganados | Nuevos puntos | Ronda hasta la que avanzó en el torneo              |
| --- | ------ | -------------------- | ------ | ------------------- | -------------- | ------------- | --------------------------------------------------- |
| 1   | 1      | Naomi Osaka          | 6606   | 2000                | 240            | 4846          | Cuarta ronda, perdió ante Belinda Bencic [13]       |
| 2   | 2      | Ashleigh Barty       | 6501   | 240                 | 240            | 6501          | Cuarta ronda, perdió ante Qiang Wang [18]           |
| 3   | 3      | Karolína Plíšková    | 6315   | 430                 | 240            | 6125          | Cuarta ronda, perdió ante Johanna Konta [16]        |
| 4   | 4      | Simona Halep         | 4743   | 10                  | 70             | 4803          | Segunda ronda, perdió ante Taylor Townsend [Q]      |
| 5   | 5      | Elina Svitolina      | 4492   | 240                 | 780            | 5032          | Semifinales, perdió ante Serena Williams [8]        |
| 6   | 6      | Petra Kvitová        | 4386   | 130                 | 70             | 4326          | Segunda ronda, perdió ante Andrea Petković          |
| 7   | 7      | Kiki Bertens         | 4325   | 130                 | 130            | 4325          | Tercera ronda, perdió ante Julia Goerges [26]       |
| 8   | 8      | Serena Williams      | 3935   | 1300                | 1300           | 3935          | Final, perdió ante Bianca Andreescu [15]            |
| 9   | 13     | Aryna Sabalenka      | 2955   | 240                 | 70             | 2785          | Segunda ronda, perdió ante Yulia Putintseva         |
| 10  | 9      | Madison Keys         | 3267   | 780                 | 130            | 2617          | Cuarta ronda, perdió ante Elina Svitolina [5]       |
| 11  | 10     | Sloane Stephens      | 3189   | 430                 | 10             | 2769          | Primera ronda, perdió ante Anna Kalinskaya [Q]      |
| 12  | 11     | Anastasija Sevastova | 3167   | 780                 | 130            | 2517          | Tercera ronda, perdió ante Petra Martić [22]        |
| 13  | 12     | Belinda Bencic       | 2968   | 10                  | 780            | 3738          | Semifinales, perdió ante Bianca Andreescu [15]      |
| 14  | 14     | Angelique Kerber     | 2870   | 130                 | 10             | 2750          | Primera ronda, perdió ante Kristina Mladenovic      |
| 15  | 15     | Bianca Andreescu     | 2837   | 2                   | 2000           | 4835          | Campeona, venció a Serena Williams [8]              |
| 16  | 16     | Johanna Konta        | 2695   | 10                  | 430            | 3115          | Cuartos de final, perdió ante Elina Svitolina [5]   |
| 17  | 17     | Markéta Vondroušová  | 2650   | 240                 | 0              | 2410          | Baja antes de la primera ronda.                     |
| 18  | 18     | Qiang Wang           | 2646   | 130                 | 430            | 2946          | Cuartos de final, perdió ante Serena Williams [8]   |
| 19  | 19     | Caroline Wozniacki   | 2537   | 70                  | 130            | 2597          | Tercera ronda, perdió ante Bianca Andreescu [15]    |
| 20  | 20     | Sofia Kenin          | 2460   | 130                 | 130            | 2460          | Tercera ronda, perdió ante Madison Keys [10]        |
| 21  | 21     | Anett Kontaveit      | 2380   | 10                  | 130            | 2500          | Tercera ronda, se retiró ante Belinda Bencic [13]   |
| 22  | 22     | Petra Martić         | 2067   | 10+160              | 240+1          | 2138          | Cuarta ronda, perdió ante Serena Williams [8]       |
| 23  | 23     | Donna Vekić          | 2000   | 10                  | 430            | 2420          | Cuartos de final, perdió ante Belinda Bencic [13]   |
| 24  | 25     | Garbiñe Muguruza     | 1920   | 70                  | 10             | 1860          | Primera ronda, perdió ante Alison Riske             |
| 25  | 26     | Elise Mertens        | 1920   | 240                 | 430            | 2110          | Cuartos de final, perdió ante Bianca Andreescu [15] |
| 26  | 30     | Julia Goerges        | 1785   | 70                  | 240            | 1955          | Cuarta ronda, perdió ante Donna Vekić [23]          |
| 27  | 27     | Caroline Garcia      | 1831   | 130                 | 10             | 1711          | Primera ronda, perdió ante Ons Jabeur               |
| 28  | 33     | Carla Suárez         | 1562   | 430                 | 10             | 1142          | Primera ronda, se retiró ante Tímea Babos [Q]       |
| 29  | 28     | Su-Wei Hsieh         | 1830   | 70                  | 70             | 1830          | Segunda ronda, perdió ante Karolína Muchová         |
| 30  | 29     | Maria Sakkari        | 1800   | 70                  | 130            | 1860          | Tercera ronda, perdió ante Ashleigh Barty [2]       |
| 31  | 31     | Barbora Strýcová     | 1750   | 130                 | 10             | 1630          | Primera ronda, perdió ante Aliona Bolsova           |
| 32  | 32     | Dayana Yastremska    | 1679   | 10+29               | 130+25         | 1795          | Tercera ronda, perdió ante Elina Svitolina [5]      |
| 33  | 34     | Shuai Zhang          | 1535   | 10                  | 130            | 1655          | Tercera ronda, perdió ante Johanna Konta [16]       |

#### Bajas femeninas
| Clasif | Jugador             | Puntos Antes | Puntos a defender | Puntos ganados | Puntos después | Motivo                     |
| ------ | ------------------- | ------------ | ----------------- | -------------- | -------------- | -------------------------- |
| 17     | Markéta Vondroušová | 2650         | 240               | 0              | 2410           | Lesión en la muñeca.       |
| 24     | Amanda Anisimova    | 1934         | 10                | 0              | 1924           | Fallecimiento de su padre. |

## Cabezas de serie dobles
| Jugadores             | Jugadores        | Clasif | N.º |
| --------------------- | ---------------- | ------ | --- |
| Juan Sebastián Cabal  | Robert Farah     | 2      | 1   |
| Łukasz Kubot          | Marcelo Melo     | 9      | 2   |
| Raven Klaasen         | Michael Venus    | 17     | 3   |
| Pierre-Hugues Herbert | Nicolas Mahut    | 25     | 4   |
| Jean-Julien Rojer     | Horia Tecău      | 25     | 5   |
| Mate Pavić            | Bruno Soares     | 30     | 6   |
| Bob Bryan             | Mike Bryan       | 32     | 7   |
| Marcel Granollers     | Horacio Zeballos | 34     | 8   |
| Nikola Mektić         | Franko Škugor    | 42     | 9   |
| Rajeev Ram            | Joe Salisbury    | 43     | 10  |
| Ivan Dodig            | Filip Polášek    | 45     | 11  |
| Kevin Krawietz        | Andreas Mies     | 47     | 12  |
| Robin Haase           | Wesley Koolhof   | 51     | 13  |
| Henri Kontinen        | John Peers       | 54     | 14  |
| Jamie Murray          | Neal Skupski     | 57     | 15  |
| Oliver Marach         | Jürgen Melzer    | 58     | 16  |

| Jugadoras            | Jugadoras           | Clasif | N.º |
| -------------------- | ------------------- | ------ | --- |
| Tímea Babos          | Kristina Mladenovic | 5      | 1   |
| Su-Wei Hsieh         | Barbora Strýcová    | 6      | 2   |
| Gabriela Dabrowski   | Yifan Xu            | 22     | 3   |
| Elise Mertens        | Aryna Sabalenka     | 22     | 4   |
| Anna-Lena Grönefeld  | Demi Schuurs        | 22     | 5   |
| Samantha Stosur      | Shuai Zhang         | 23     | 6   |
| Hao-Ching Chan       | Yung-Jan Chan       | 33     | 7   |
| Victoria Azarenka    | Ashleigh Barty      | 35     | 8   |
| Nicole Melichar      | Květa Peschke       | 36     | 9   |
| Lucie Hradecká       | Andreja Klepač      | 44     | 10  |
| Kirsten Flipkens     | Johanna Larsson     | 51     | 11  |
| Yingying Duan        | Saisai Zheng        | 53     | 12  |
| Darija Jurak         | María José Martínez | 72     | 13  |
| Lyudmyla Kichenok    | Jeļena Ostapenko    | 74     | 14  |
| Veronika Kudermétova | Galina Voskoboeva   | 74     | 15  |
| Raquel Atawo         | Asia Muhammad       | 74     | 16  |

### Dobles mixto
| Jugadores           | Jugadores      | Clasif | N.º |
| ------------------- | -------------- | ------ | --- |
| Hao-Ching Chan      | Michael Venus  | 25     | 1   |
| Gabriela Dabrowski  | Mate Pavić     | 27     | 2   |
| Samantha Stosur     | Rajeev Ram     | 31     | 3   |
| Yung-Jan Chan       | Ivan Dodig     | 32     | 4   |
| Nicole Melichar     | Bruno Soares   | 32     | 5   |
| Demi Schuurs        | Henri Kontinen | 34     | 6   |
| Anna-Lena Grönefeld | Oliver Marach  | 34     | 7   |
| Květa Peschke       | Wesley Koolhof | 35     | 8   |

## Invitados
| - Ernesto Escobedo - Christopher Eubanks - Bjorn Fratangelo - Marcos Giron - Jack Sock - Zachary Svajda - Antoine Hoang - Thanasi Kokkinakis | - Kristie Ahn - Francesca Di Lorenzo - Cori Gauff - Caty McNally - Whitney Osuigwe - Katie Volynets - Diane Parry - Samantha Stosur |

| - Maxime Cressy / Keegan Smith - Martin Damm / Toby Kodat - Robert Galloway / Nathaniel Lammons - Evan King / Hunter Reese - Thai-Son Kwiatkowski / Noah Rubin - Mitchell Krueger / Tim Smyczek - Nicholas Monroe / Tennys Sandgren | - Kristie Ahn / Christina McHale - Usue Maitane Arconada / Hayley Carter - Hailey Baptiste / Emma Navarro - Francesca Di Lorenzo / Ann Li - Abigail Forbes / Alexa Noel - Cori Gauff / Caty McNally - Whitney Osuigwe / Taylor Townsend |

### Dobles mixto
- Hailey Baptiste /  Jenson Brooksby
- Jeniffer Brady /  Denis Kudla
- Hayley Carter /  Jackson Withrow
- Kaitlyn Christian /  James Cerretani
- Danielle Collins /  Nicholas Monroe
- Bethanie Mattek-Sands /  Jamie Murray
- Christina McHale /  Ryan Harrison
- Coco Vandeweghe /  Maxime Creesy

## Clasificación
Las competiciones clasificatorias tendrán lugar en el Centro Nacional de Tenis USTA Billie Jean King del 19 al 23 de agosto de 2019.
| 1. Elliot Benchetrit 2. Santiago Giraldo 3. Soon Woo Kwon 4. Ilia Ivashka 5. Yevgueni Donskoi 6. Egor Gerasimov 7. Tobias Kamke 8. Grégoire Barrère 9. Hyeon Chung 10. Jenson Brooksby 11. Dominik Köpfer 12. Guillermo García López 13. Sumit Nagal 14. Jannik Sinner 15. Jiří Veselý 16. Marco Trungelliti | 1. Yelena Rybakina 2. Magdalena Fręch 3. Jana Čepelová 4. Shuai Peng 5. Johanna Larsson 6. Caroline Dolehide 7. Ana Bogdan 8. Mariam Bolkvadze 9. Denisa Allertová 10. Harriet Dart 11. Tímea Babos 12. Richèl Hogenkamp 13. Taylor Townsend 14. Xinyu Wang 15. Tereza Martincová 16. Anna Kalinskaya |

## Campeones defensores
| Evento                      | Campeones de 2018                  | Campeones de 2019                   |
| --------------------------- | ---------------------------------- | ----------------------------------- |
| Individual masculino        | Novak Djokovic                     | Rafael Nadal                        |
| Individual femenino         | Naomi Osaka                        | Bianca Andreescu                    |
| Dobles masculino            | Mike Bryan Jack Sock               | Juan Sebastián Cabal Robert Farah   |
| Dobles femenino             | Ashleigh Barty Coco Vandeweghe     | Elise Mertens Aryna Sabalenka       |
| Dobles mixto                | Bethanie Mattek-Sands Jamie Murray | Bethanie Mattek-Sands Jamie Murray  |
| Individual júnior masculino | Thiago Seyboth Wild                | Jonáš Forejtek                      |
| Individual júnior femenino  | Xiyu Wang                          | María Camila Osorio Serrano         |
| Dobles júnior masculino     | Adrian Andreev Anton Matusevich    | Eliot Spizzirri Tyler Zink          |
| Dobles júnior femenino      | Cori Gauff Caty McNally            | Kamilla Bartone Oksana Selekhmeteva |

## Campeones

### Sénior

#### Individual masculino
Rafael Nadal venció a  Daniil Medvédev por 7-5, 6-3, 5-7, 4-6, 6-4

#### Individual femenino
Bianca Andreescu venció a  Serena Williams por 6-3, 7-5

#### Dobles masculino
Juan Sebastián Cabal /  Robert Farah vencieron a  Marcel Granollers /  Horacio Zeballos por 6-4, 7-5

#### Dobles femenino
Elise Mertens /  Aryna Sabalenka vencieron a  Victoria Azarenka /  Ashleigh Barty por 7-5, 7-5 

#### Dobles mixto
Bethanie Mattek-Sands /  Jamie Murray vencieron a  Hao-Ching Chan /  Michael Venus por 6-2, 6-3

### Júnior

#### Individual masculino
Jonáš Forejtek venció a  Emilio Nava por 6-7(4-7), 6-0, 6-2 

#### Individual femenino
María Camila Osorio Serrano venció a  Alexandra Yepifanova por 6-1, 6-0

#### Dobles masculinos
Eliot Spizzirri /  Tyler Zink vencieron a  Andrew Paulson /  Alexander Zgirovsky por 7-6(7-4), 6-4

#### Dobles femeninos
Kamilla Bartone /  Oksana Selekhmeteva vencieron a  Aubane Droguet /  Séléna Janicijevic por 7-5, 7-6(8-6)

### Silla de ruedas

#### Individual masculino
Alfie Hewett venció a  Stéphane Houdet por 7-6(11-9), 7-6(7-5)

#### Individual femenino
Diede de Groot venció a  Yui Kamiji por 4-6, 6-1, 6-4

#### Dobles masculino
Alfie Hewett /  Gordon Reid vencieron a  Gustavo Fernández /  Shingo Kunieda por 1-6, 6-4, [11-9]

#### Dobles femenino
Diede de Groot /  Aniek van Koot vencieron a  Sabine Ellerbrock /  Kgothatso Montjane por 6-2, 6-0

#### Individual Quad
Andrew Lapthorne venció a  Dylan Alcott por 6-1, 6-0 

#### Dobles Quad
Dylan Alcott /  Andrew Lapthorne vencieron a  Bryan Barten /  David Wagner por 6-7(5-7), 6-1, [10-6]